# Голуховский, Агенор (Старший)

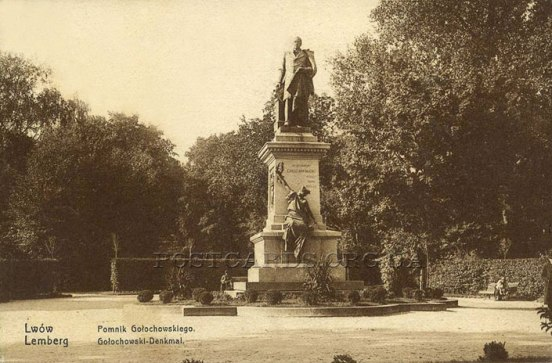
Памятник А. Голуховскому, возведенный во Львове в 1901 г. (ныне не существует)

Агенор Ромуальд Онуфрий граф Голуховский Старший (нем. Agenor Gołuchowski der Ältere; 8 февраля 1812, Скала-Подольская, ныне Украина — 3 августа 1875, Львов) — австрийский государственный и политический деятель польского происхождения, министр внутренних дел Австрийской империи (1859—1861) и наместник Галиции в 1849—1859, 1866—1868 и 1871—1875 годах. Отец Агенора Голуховского (младшего). Дед львовского воеводы и сенатора Польши Войцеха Агенора Голуховского.

## Биография
А. Голуховский происходил из польского аристократического рода Голуховских герба «Лелива». Образование получил в Галиции. Вначале служил советником наместника Галиции, затем сам занимал этот пост. На этой должности занимался усовершенствованием судебной системы, образования и социальной сферы — строил новые школы, больницы, прокладывал дороги и т. д.
22 августа 1859 года был назначен министром внутренних дел. Будучи министром, А. Голуховский занимался вопросом федерализации австрийской монархии, в результате чего был принят так называемый Октябрьский диплом (Oktoberdiplom). В связи с несогласием с принятой 26 февраля 1861 года централизаторской конституцией, А.Голуховский ушёл в отставку.
А. Голуховский являлся наследственным членом верхней палаты австрийского парламента.
Похоронен в родовом имении в Скале-Подольской.

## Семья
16 февраля 1848 года Агенор Голуховский женился на графине Марии Каролине Баворовской (1823—1906), дочери графа Адама Яна Кантия Баворовского и графини Эмилии Эльжбеты Розалии Баворовской, урожденной Левицкой. У супругов было шестеро детей:
- Агенор Мария Адам Голуховский (1849—1921), австро-венгерский политик, 2-й ординат на Скале
- София Мария Клементина Голуховская (1850—1914), 1-й муж — граф Бронислав Лось; 2-й муж — граф Генрик Старженский
- Станислав Мария Голуховский (1853—1874)
- Мария Хелена Голуховская (18854-1930), муж — граф Казимир Дрогоевский
- Адам Мария Голуховский (1855—1914), австро-венгерский политик
- Юзеф Мария Голуховский (1861—1917), помещик, женат на Бьянке Даум аб Эрдод-Пальфи.